# Claudius Prinsen
Claudius Antonius (Claudius) Prinsen (Haarsteeg, 10 januari 1896 – Breda, 17 maart 1952) was een Nederlands bestuurder en politicus.
Prinsen was de zoon van een hoofdonderwijzer. Hij deed de opleiding tot onderwijzer en was korte tijd werkzaam in die functie. Later studeerde hij rechten aan de Rooms-Katholieke Universiteit van Nijmegen en behaalde zijn doctoraal in 1930. Hij promoveerde in 1946 aan de Universiteit van Groningen tot doctor in de Rechtswetenschappen op het proefschrift: "De Burgemeester". Het proefschrift beleefde, in een populaire uitgave, een herdruk in 1958 en 1969.
Prinsen werd in 1932 benoemd tot burgemeester van Roosendaal en in 1942 vervangen door een NSB-burgemeester. In 1944 keerde hij terug in zijn oude functie en in 1947 volgde zijn benoeming tot burgemeester van Breda. Hij bleef tot zijn dood in 1952 in de laatste functie werkzaam.
Prinsen had vier dochters en twee zonen, onder wie de acteur Joost Prinsen.
Prinsen ligt begraven op de R.K. Begraafplaats te Roosendaal. Op zijn graf staat een beeld vervaardigd door Mari Andriessen. Hij was officier in de Orde van Oranje-Nassau en officier in de Kroonorde van België. In Breda is een belangrijke verkeersweg naar Prinsen vernoemd, de Claudius Prinsenlaan.